# Rafael Moreno Valle
Rafael Moreno Valle (Atlixco, Puebla; 13 de agosto de 1917-Ciudad de México, 13 de febrero de 2016) fue un médico militar y político mexicano, gobernador de Puebla entre 1969 y 1972 tras haber alcanzado el grado de General del Ejército Mexicano y haberse desempeñado como Secretario de Salud del Gobierno de la República. Estudió en Atlixco la primaria, y la secundaria y la preparatoria en Puebla; la profesional, en la Escuela Médico Militar (hoy Universidad del Ejército y Fuerza Aérea Mexicanos, UDEFA).
Asimismo, es punto de partida de una familia de notable presencia en Puebla, dedicada a la actividad empresarial y también a la labor política, y de la cual destacó (entre otros) su nieto Rafael Moreno Valle Rosas.

## Su actividad como médico militar
- Se recibió en 1940 de la Escuela Médico Militar (hoy perteneciente a la Universidad del Ejército y Fuerza Aérea Mexicanos, UDEFA) sustentando la tesis que se denominó "El uso local de las sulfamidas en las infecciones".[3]
- En los años 1941-1942 estuvo comisionado en el Carrie Tingley Hospital y en el Charity Hospital of Luisiana.
- Fue el primer mexicano que ocupó el puesto de Jefe de Residentes en el Charity Hospital.[4]
- El 29 de abril de 1944 junto con el Dr. Juan Pérez Muñoz, Médico Militar Gineco-obstetra y el Dr. Von Lichtemberg fundaron el Sanatorio Durango, ubicado en la colonia Roma de Ciudad de México.
- En 1945 estuvo en la Universidad de Tulane, EE. UU. como postgraduado, y allí se especializó en Ortopedia.[4]
- Cirujano del Hospital Central Militar de México.
- Profesor Adjunto de la cátedra de Traumatología y Ortopedia en la Escuela Médico Militar y en la Escuela Militar de Enfermería.
- Teniente coronel jefe de la Sala de Ortopedia Norte del Hospital Central Militar.
- En 1946 fue nombrado director del Hospital Central Militar.
- En 1952 alcanzó el grado de General Brigadier por méritos especiales.

Su nieto fue también gobernador de Puebla el cual renunció al PRI para ser candidato a la gubernatura de Puebla por el Partido Acción Nacional (PAN), uniéndose a esa candidatura otras fuerzas políticas y lograr ser gobernador de Puebla. El segundo gobernador en la familia Moreno Valle.
Después de toda esta intensa actividad profesional, el General y Doctor Rafael Moreno Valle se dedicó a la política y a la función gubernativa dentro del gabinete del Poder Ejecutivo Federal, sin dejar su profesión como médico.

## Trayectoria política y gubernativa
- En 1958, Rafael Moreno Valle fue elegido Senador de la República, representando al Estado de Puebla en las XLIV y XLV Legislaturas del Congreso de la Unión  (1958-1964).
- En 1967 fue nombrado Secretario de Salubridad y Asistencia del gabinete del entonces presidente Gustavo Díaz Ordaz, cargo que dejó en 1969 para asumir la candidatura del Partido Revolucionario Institucional (PRI) a la gubernatura del estado de Puebla.
- Electo constitucionalmente Gobernador del Estado para el período comprendido del 1 de febrero de 1969 al 31 de enero de 1975, no lo terminó pues dejó el cargo el 21 de marzo de 1972[5] siendo sustituido provisionalmente en el cargo por Mario Mellado García, quien fungió como gobernador suplente del 22 de marzo al 3 de abril de 1972, hasta que el 14 de abril del mismo año el Honorable Congreso del Estado de Puebla designó en el cargo al también Médico Gonzalo Bautista O'Farrill, que gobernó de 1972 a 1973.

## Otras actividades profesionales
El General y Doctor Rafael Moreno Valle ha sido miembro de numerosas asociaciones y colegios de profesionistas de las Ciencias de la Salud, así como participante y conferencista en incontables reuniones propias de su carrera y especialidad. De ellas, destacan las siguientes:
- Miembro de la Sociedad Mexicana de Ortopedia.
- Miembro fundador de la Asociación Latinoamericana de Traumatología y Ortopedia.
- Representante de Sanidad Militar.
- Miembro honorario de la Asociación de Cirujanos Militares de Estados Unidos.
- Delegado a varios congresos de Traumatología y Ortopedia.
- Presidente Nacional de la Cruz Roja Mexicana (2000 - 2004)